# Tieder Zsigmond
Tieder Zsigmond, másképp Tiborc Zsigmond (Budapest, 1887. május 22. – ?, 1979. október 26.) szociálpolitikai író, újságíró, eszperantista.

## Élete
Tieder Ábrahám (1837–1908) közszolga és Grünbaum Betti (1857–1927) gyermekeként született zsidó családban. Részt vett a munkásság kultúrmozgalmaiban és egyik alapítója és főtitkára volt a Munkások Irodalmi és Művészeti Szövetségének és a Munkások Gyermekbarát Egyesületének. 1927 és 1930 között a Magyarországi Eszperantista Munkások Egyesületének (HESL) elnöke volt. A Szocializmus állandó munkatársaként dolgozott. Cikkei a Népszavában, Korunkban (Kolozsvár), Munkáskultúrában, Gyermekbarátban, Munkásbiztosításban, Szakszervezeti Értesítőben és a Népszava-naptárban jelentek meg. Közreműködött a Tolnai új világlexikona elkészítésében. Jelentős munkásságot fejtett ki a zsidó felekezet lapjaiban, folyóirataiban, kiadványaiban. Munkatársa volt az Egyenlőségnek, a Múlt és Jövőnek, a Zsidó Életnek és a Magyar Zsidó Lexikonnak. Az üldöztetések idején az OMIKE gyermekvédelmi osztályán dolgozott Nemes Lipót oldalán. A második világháború után folytatta az írást és a Fővárosi Szabó Ervin Könyvtár tudományos munkatársa volt.

## Magánélete
Felesége Rudas Olga volt, Rubinstein Jakab és Hirschler Terézia lánya, akit 1913. november 30-án Budapesten, az Erzsébetvárosban vett nőül. 1922-ben elváltak. 1944-ben elvesztette egyetlen fiát.

## Főbb művei
- Potemkin gyermekvédelem
- A lakáskérdés múltja, jelene és jövője
- Ady és a munkásság
- Az eszperantó és a munkásmozgalom
- Egy magyar tisztviselő élete számokban (statisztikai pályamű)
- Közös elv – közös nyelv (Budapest, 1929)

## Díjai, elismerései
- Szocialista Kultúráért (1962)
- Szocialista Hazáért Érdemrend